# Mastercard
Mastercard Incorporated (NYSE: MA) (estilitzada com a MasterCard de 1979 a 2016 i mastercard del 2016 al 2019) és una societat anònima estatunidenca multinacional de serveis financers amb seu a Mastercard International Global Headquarters, Purchase, Nova York, Estats Units, al Comptat de Westchester, que cotitza en la Borsa de Nova York. A tot el món, el seu negoci principal és processar els pagaments entre els bancs dels comerciants i els bancs emissors de targetes o cooperatives de crèdit dels compradors que utilitzen la marca MasterCard com a marca comercial de targetes de crèdit i de dèbit. Va ser originalment creada pel United Bank of Califòrnia; posteriorment es va aliar amb altres bancs, els quals són First Interstate Bank, banc Wells Fargo, Crocker National Bank i el California First Bank. MasterCard Worldwide ha estat una empresa pública des del 2006. Abans de la seva oferta pública inicial, MasterCard Worldwide va ser una cooperativa propietat de més de 25.000 entitats financeres que han utilitzat les targetes de la marca.
MasterCard, va ser originalment coneguda com a Interbank/Master Charge, que va ser creats per diversos bancs de Califòrnia com a competidora a BankAmericard de Bank of America, que més tard seria coneguda com la targeta de crèdit Visa a través de Visa Inc. Des de 1966 a 1979, MasterCard va ser anomenada "Interbank" i "Master Charge".

## Història
El nom Master Charge va ser autoritzat per United Bank of California, una propietat del Primer banc nacional de Louisville, Kentucky en 1967 (més tard First Interstate Bank i posteriorment es van fusionar en Wells Fargo Bank), Wells Fargo, Crocker National Bank (també posteriorment fusionat en Wells Fargo), i el Bank of California (posteriorment es van fusionar en la Union Bank of California). Robert Leavelle, Vicepresident Sènior de Farmer's & Merchants Bank of Long Beach, Califòrnia, juntament amb el seu fill Martin Leavelle, van crear la imatge gràfica a partir dels dos cercles superposats amb el títol de Master Charge superposat al centre del logotip. Això va ser part d'un esforç per The Independent Banker's Association. Amb l'ajuda de Marine Midland Bank (actualment HSBC Bank USA), aquests bancs es van unir amb Interbank Card Association (ICA) per crear el "Master Charge: La targeta interbancària".
En 1966, el grup de bancs de Califòrnia esmentat va formar la Interbank Card Association (ICA). Amb l'ajuda de la Marine Midland Bank de Nova York, ara HSBC Bank USA, aquests bancs es van unir amb l'ICA per crear "Master Charge: The Interbank Card". La targeta se li va donar un impuls significatiu en 1969, quan es va unir també First National City Bank, fusió de la seva propietat Everything Card amb Master Charge.
En 1968, MasterCard International i Eurocard van iniciar una aliança estratègica, que efectivament permetia l'accés de MasterCard al mercat europeu, i l'Eurocard a ser acceptada en la xarxa MasterCard. El sistema de targeta d'Access del Regne Unit es va fusionar a l'aliança de MasterCard/Eurocard en 1972.
En 1979 "MasterChange: La targeta interbancària" va ser rebatejada com a MasterCard. El 1990, MasterCard va comprar a la britànica Access Card. En 2002 va absorbir a Europay International, una altra empresa de targetes de crèdit, que uso durant molts anys el nom de Eurocard
En 2006, MasterCard International va canviar el seu nom a MasterCard Worldwide, això va ser fet per suggerir una escala més global d'operacions. A més, es va introduir un nou logo sumant un tercer cercle als dos ja existents (El logo en les targetes de crèdit, que representa un Diagrama de Venn, segueix intacte). Un nou eslògan va ser introduït al mateix temps: "El cor del comerç"
En 2010, MasterCard va ampliar el seu comerç electrònic amb l'adquisició de DataCash, un proveïdor d'administració de risc i fraus de processament de pagaments ubicat al Regne Unit.
En 2012, MasterCard va anunciar l'expansió del seu programa de pagament sense contacte mòbil, incloent mercats fins a l'Orient Mitjà.
En 2014, MasterCard va adquirir l'empresa australiana de recompenses Pinpoint per una suma no revelada.
MasterCard va cooperar amb Apple en setembre de 2014, per incorporar una nova funció de moneder mòbil en els nous models d'iPhone d'Apple, permetent als usuaris a utilitzar més fàcilment la seva MasterCard, i altres targetes de crèdit.

### OPV
L'empresa, que ha estat organitzada com una cooperativa de bancs, va obtenir una oferta pública inicial (OPV) el 25 de maig de 2006 a 39,00 USD. Les accions es cotitzen a la NYSE sota el símbol de MA.

### Litigis

#### Demanda antimonopoli per operadors de l'ATM
MasterCard, així com Visa, ha estat demandat en una demanda col·lectiva per operadors de l'ATM que reclama que les regles de les xarxes de targetes de crèdit fixen efectivament les tarifes d'accés de l'ATM. La demanda al·lega que es tracta d'una restricció sobre el comerç en violació de la llei federal. La demanda va ser presentada pel National ATM Council i els operadors independents dels caixers automàtics. Més específicament, s'al·lega que les regles de xarxes de MasterCard i Visa prohibeixen els operadors d'ATM d'oferir preus més baixos per a les transaccions en xarxes de dèbit de PIN que no estan afiliats a Visa o MasterCard. La demanda diu que aquesta fixació de preus artificialment eleva el preu que els consumidors paguen utilitzant ATMs, limita els ingressos dels operadors d'ATM, i viola la Llei Sherman en la prohibició de restriccions irraonables del comerç. Johnathan Rubin, un advocat dels demandants, va dir, "Visa i MasterCard són els capitostos, organitzadors i executors d'una conspiració entre els bancs nord-americans per fixar el preu de tarifes d'accés ATM per tal de mantenir la competència controlada."

#### Fixació de tarifes de targeta de dèbit
Tan MasterCard com Visa van haver de pagar aproximadament $3 bilions en danys i perjudicis resultants d'un recurs col·lectiu presentat per Hagens Berman el gener de 1996. El litigi cita diversos gegants minoristes com a actors, incloent Wal-Mart, Sears, Roebuck & Co., i Safeway.

#### Acord antimonopoli amb el Departament de Justícia dels EUA
L'octubre de 2010, Visa i MasterCard van arribar a un acord amb el Departament de Justícia dels Estats Units en un altre cas antimonopoli. Les companyies van acordar permetre que els comerciants exhibeixin els seus logotips per disminuir certs tipus de targetes (per la diferència de la comissió d'intercanvi), o per oferir als consumidors descomptes per a l'ús de targetes més barates.

#### Litigi d'antimonopoli de descompte mercant i tarifes d'intercanvi de targetes de pagament
El 27 de novembre de 2012, un jutge federal va posar l'ordre de la concessió de l'aprovació preliminar a una proposta d'acord amb una demanda col·lectiva presentada en 2005 pels comerciants i associacions comercials contra MasterCard, Visa, i molts emissors de targetes de crèdit. La demanda va ser presentada a causa de la fixació de preus i altres pràctiques comercials anticompetitives emprades per MasterCard i Visa. La majoria dels demandants s'hi van oposar i es van comprometre a optar per la liquidació. Els opositors s'oposen a disposicions que impedirien demandes futures i fins i tot prevenir els comerciants de l'exclusió voluntària d'una part significativa de la solució proposada. Stephen Neuwirth, un advocat que representa Home Depot, va declarar, “És tan obvi que Visa i MasterCard es van preparar per fer un pagament gran per aquesta causa. És tot un quid pro quo i comerciants, com el Home Depot se'ls nega l'oportunitat d'optar pel quid pro quo i diuen que això és un mal negoci.”
Els demandants al·leguen que Visa, MasterCard, i els principals emissors de targetes de crèdit de participar en una conspiració per fixar comissions d'intercanvi, també conegut com a honoraris de banda magnètica, que es cobren als comerciants pel privilegi que acceptin targetes de pagament en nivells artificialment alts. En la seva denúncia, el demandant també al·lega que els acusats injustament interfereixen amb els comerciants d'encoratjar als clients a utilitzar formes menys costoses de pagament com targetes de menor cost, diners en efectiu i xecs.
L'acord preveu l'equivalent en efectiu d'una reducció de 10 punts bàsics (0,1 per cent) de modificar taxes cobrades als comerciants per un període de vuit mesos. Aquest període de vuit mesos, probablement es va iniciar a mitjans de 2013. El valor total de la liquidació fou d'uns $7,25 bilions.

## Criticisme

### Demanes de competència en els Estats Units
Algunes empreses s'han enfrontat a demandes de la competència, tant en els EUA com arreu.
MasterCard, així com Visa, van participar en una exclusió paral·lela sistemàtica contra American Express durant els anys 1980 i 1990. MasterCard van utilitzar exclusivament clàusules en els seus contractes i llistes negres per evitar que els bancs poguessin fer negocis amb American Express. Aquestes clàusules d'exclusió i altres proves per escrit van ser utilitzades pel Departament de Justícia dels Estats Units en contra de les mesures reglamentàries de MasterCard i Visa. Discover va demandar MasterCard per qüestions similars.
En 1996 al voltant de 4 milions de comerços van demandar MasterCard en la cort federal per fer que acceptin targetes de dèbit si volien acceptar targetes de crèdit i augmentar dràsticament les taxes de targetes de crèdit amb banda magnètica. Aquest cas es va resoldre amb un pagament de milers de milions de dòlars en 2003. Aquest va ser el major pagament en la història de defensa de la competència.
En 1998, el Departament de Justícia va demandar MasterCard sobre normes que prohibeixen dels seus bancs emissors de fer negocis amb American Express o Discover. El Departament de Justícia va guanyar el 2001 i va resistir el veredicte d'apel·lació. American Express també va presentar una demanda.
El 23 d'agost de 2001, MasterCard International Inc. va ser demandat per violar la Florida Deceptive and Unfair Trade Practices Act.
El 15 de novembre de 2004, MasterCard Inc. va pagar a American Express, a causa de les pràctiques contràries a la competència que impedien American Express a partir de l'emissió de targetes a través de bancs dels EUA, i va pagar 1,8 bilions de dòlars per liquidar la demanda.

### Demanes de competència a Europa
La Unió Europea ha criticat repetidament a MasterCard per les pràctiques comercials monopolístiques. En l'abril de 2009, MasterCard va arribar a un acord amb la Unió Europea en un cas de demanda de competència, prometent reduir les taxes de les targetes de dèbit al 0,2 per cent de les compres. En desembre de 2010, un alt funcionari del Banc Central Europeu va demanar una desintegració del duopoli Visa/MasterCard amb la creació d'una nova targeta de dèbit europea per al seu ús en la Single Euro Payments Area (SEPA).
WikiLeaks va publicar documents demostrant que les autoritats de Rússia defenien els interessos de Visa i MasterCard. En resposta als pagaments de bloqueig de MasterCard a WikiLeaks. Els membres del Parlament Europeu van expressar preocupacions pels pagaments de ciutadans europeus a una corporació europea que podia aparentment ser bloquejada pels Estats Units, i demanat per a una reducció dominada per Visa i MasterCard en el sistema de pagament europeu.
En 2013, MasterCard és sota investigació per la Unió Europea per les altes taxes en càrregues a turistes que utilitzen les seves targetes a Europa, i altres pràctiques anticompetitives que podrien dificultar el comerç electrònic i l'intercanvi internacional, i les altes taxes associades amb les targetes de crèdit "premium". El regulador de competició de la UE va declarar que aquestes taxes eren de preocupació especial pel paper emergent dels pagaments sense diners. MasterCard carrega als turistes no europeus més que els clients utilitzant targetes emeses a Europa. MasterCard podria ser multat fins al 10 per cent dels ingressos de 2012 o al voltant de $740 milions. MasterCard va ser prohibida de realitzar taxes de càrrega en transaccions entre països conduïdes en tota l'EU vía una decisió de la Comissió Europea en 2007. La Comissió Europea va dir que la seva investigació també inclou grans diferències en les taxes a través de les fronteres nacionals. Per exemple, un pagament de 50 euros pot costar 10 cèntims d'euro als Països Baixos, però vuit vegades aquesta quantitat a Polònia. Segons la Comissió, MasterCard regula la prohibició que els comerciants gaudeixin de millors condicions ofertes en altres països de la UE, fet del qual pot estar en contra de la llei antimonopoli.
L'organització europea de consumidors (de l'anglès European Consumer Organisation o BEUC) va elogiar l'acció contra MasterCard. BEUC va dir que les CI (comissions d'intercanvi) empenyen cap amunt els preus i perjudiquen els consumidors. El Director General de BEUC, Monique Goyens va dir, ""Així que al final, tots els consumidors es veuen afectats per un sistema que en última instància premia la companyia de la targeta i el banc emissor."

### Conflicte de Mastercard a Turquia
La companyia nord-americana Mastercard va ser criticada i boicotejada en Turquia al maig de 2005. Mastercard va ser un dels patrocinadors de la Lliga de Campions en la temporada 2004-2005, disputada a Istanbul el 25 de maig de 2005 entre el Milà i el Liverpool. Mastercard va distribuir una guia d'Istanbul que recollia alguns dels problemes turcs amb les minories kurda i armènia així com contra Ataturk el que va ocasionar greus problemes a Mastercard.

### Sancions de Rússia
- Cable sobre les pressions dels Estats Units a Rússia 1/2/2010, en El País

El contingut del cable d'1 de febrer de 2010, nº 246424 filtrat per Wikileaks en la Filtració de documents diplomàtics dels Estats Units recull pressions dels Estats Units a Rússia en benefici de Visa i MasterCard.

### Acció reguladora a Austràlia i Nova Zelanda
En 2003, el Reserve Bank of Australia requeria que les taxes d'intercanvi es redueixin dràsticament, des d'aproximadament 0,95% de la transacció a aproximadament el 0,5%. Un resultat notable ha estat la reducció de l'ús de targetes de recompensa i un major ús de targetes de dèbit. Austràlia també va prohibir la norma "sense recàrrec", una política establerta per les xarxes de targetes de crèdit com Visa i MasterCard per evitar que els establiments comercials fixin un preu d'ús de targeta de crèdit per al titular de la targeta. Un suplement mitigaria o fins i tot superaria el descompte comercial pagat per un comerciant, sinó que també faria que el titular de la targeta més reticent a utilitzar la targeta com a mitjà de pagament. Austràlia també ha realitzat canvis en les taxes d'intercanvi en les targetes de dèbit i ha considerat l'abolició de les taxes d'intercanvi per complet.
A partir de novembre de 2006, Nova Zelanda estava considerant accions similars, arran d'un litigi de la Comissió de Comerç al·legant la fixació de preus per Visa i MasterCard. A Nova Zelanda, comerciants paguen una taxa de l'1,8% en cada transacció de targeta de crèdit.

#### Bloqueig de pagaments a Wikileaks per Visa
Arran de la Filtració de documents diplomàtics dels Estats Units el sistema de donacions habitual al portal Wikileaks va ser bloquejat, tant per Amazon.com, Mastercard, PayPal (propietat d'eBay) i Visa.
El dia 4 de desembre de 2010 PayPal (eBay) cancel·la el compte que tenia amb Wikileaks, a través de la qual l'organització obtenia finançament en forma de donacions, adduint una suposada violació de les polítiques d'ús en referència al fet que no estan permeses "activitats que defensin, promoguin, facilitin o indueixin a uns altres a participar en activitats il·legals". El portal Geek alt1040, entre d'altres, han convocat un boicoteig d'Amazon.com i Paypal per negar el servei a wikileaks.
El 6 de desembre Mastercard i PostFinance - Swiss Postal van bloquejar la possibilitat de donacions o pagaments a Wikileaks. El 7 de desembre de 2010 la targeta de crèdit Visa retira la capacitat de fer donacions o pagaments a Wikileaks.
El Tribunal de Districte de Reykjavík va dictaminar que Valitor, que gestiona els pagaments de Visa i MasterCard a Islàndia, tenia raó quan li va impedir titulars de la targeta de donació de fons per al lloc. El tribunal va dictaminar que el bloc ha de ser retirat dins dels 14 dies o Valitor serà multat amb l'equivalent a uns 6.000 dòlars al dia.

### Marca corporativa de totes les targetes d'identitat nigerianes
En 2014, després d'un acord entre MasterCard i el govern nigerià, actuant a través de la Comissió Nacional de Gestió d'Identitat, les noves targetes d'identitat apareixien el logotip de MasterCard, funcionant com una base de dades personal i com a targetes de pagament, unint irrevocablement aquests pagaments als individus, fent augmentar les crítiques del Congrés dels drets civils al·legant que es "representa una propietat de segellat d'un nigerià per una companyia americana ... reminiscència del logo marcat en els cossos dels esclaus africans transportats a través de l'Atlàntic."

## Publicitat
L'actual eslògan de la companyia és "Hi ha certes coses que els diners no poden comprar. Per tot la resta existeix MasterCard"
El seu primer comercial va ser Priceless, que es va iniciar en 1997, el qual ha portat a diversos comercials i també a la ràdio. que ha estat creat per McCann-Erickson. MasterCard actualment registra la frase Priceless com una marca comercial L'actor Billy Crudup ha estat l'actor qui li va donar publicitat als comercials de Master Card des de 1997. En altres països es van utilitzar altres veus; en el Regne Unit es va utilitzar la veu de l'actor Jack Davenport. En Xile a Maurici Torres.
Aquesta campanya mostra a MasterCard com una amistosa companyia de crèdit amb un sentit de l'humor. Ells estan dissenyats per respondre a la preocupació pública d'estar còmodes.
Moltes paròdies han usat aquest estil de comercial, especialment en "Comedy Central", i en la franja electoral, especialment en la del candidat presidencial xilè Eduardo Frei Ruiz-Tagle, al·ludint a la condició d'empresari del seu contrincant Sebastián Piñera (TatanCard), fins a MasterCard ha pres accions legals,
sent que aquestes paròdies violen els drets d'autor sota la Llei federal de Marques registrades i competència injusta, i les Actes de drets d'autor.
Durant el Super Bowl XXXIX el 6 de febrer l'any 2005, un comercial de televisió de MasterCard ha estat introduït protagonitzant a deu personatges llegendaris de publicitat amb productes casolans i alimentaris. Els personatges inclouen Xef Boyardee, Charlie the Estudiantina, Pillsbury Doughboy, Count Chocula, Vlasic, Morton Salt, Jolly Green Giant, Sr. Peanut de Planters, el pescador de Gorton, i Do Net.

### Litigació de campanya d'anuncis "inestimables"
En 1994 l'argentí Edgardo Apestguia va crear a Paraguai una campanya publicitària per a la targeta de crèdit Bancard. El seu lema era "Hi ha coses que els diners no poden comprar, però, d'altra banda, hi ha Bancard". Les demandes de plagi es van presentar a Paraguai i Xile contra MasterCard i el seu publicista Mc Cann, que va registrar els anuncis del lema "no té preu" als EUA en 1999 i va ser representada a Paraguai pels publicistes Nafta i Biedermann durant l'època.

## Auspicis esportius
MasterCard actualment afavoreix a l'equip de Rugbi Neozelandès All Blacks, un dels equips més famosos en aquest país.
A més la companyia és patrocinadora d'altres competicions com la UEFA Champions League. Per molts anys ha afavorit la FIFA World Cup però va perdre el seu contracte amb Visa l'any 2007.
És un actual patrocinador de Memorial Cup, un torneig d'Hoquei canadenc, alguna cosa similar ocorre en Austràlia, ja que és auspiciante de l'equip de crícket australià.
En la Temporada 1997 de F1 va ser el patrocinador majoritari de l'equip Lola. Aquest equip tenia planejat córrer en 1998 però Mastercard va pressionar a l'escuderia perquè debutés en 1997; l'acte, denominat Lola T97/30, no estava llest i no havia passat ni pel túnel de vent, però d'igual manera es va presentar en la carrera inaugural d'Austràlia. Els seus pilots, Vincenzo Sospiri i Ricardo Rosset, van cedir més de 10 segons al primer classificat i no van poder competir. Per a la següent carrera, Mastercard va retirar el seu patrocini i l'equip va fallir.
Després d'aquest fiasco va ser patrocinador de l'equip Jordan des de 1997 fins al 2001.

## Taula de directors
El President i Cap d'Executius és Ajay Banga.

Des de l'any 2004, els següents bancs són representats per la taula de directors de MasterCard:
- Europay España, S.A.
- HSBC
- Clarima Banca
- Capital One
- Banamex (Divisió Mexicana de Citigroup)
- Citigroup
- Banc real d'Escòcia
- MBNA America (actualment Banc d'Amèrica)
- Corporació bancària Westpac
- Southern Bank Berhad
- Banc de Mont-real
- Banc federatiu de crèdit mutu (Banque Fédérative du Crédit Mutuel)
- Deutscher Sparkassen-und Giroverband
- Corporació Orienti
- Banc A l'Habib
- Banc Mercantil
- Banesco

El gener del 2005 Washington Mutual Bank, el tercer banc de targetes de dèbit als Estats Units va dir que va canviar la seva marca de targetes de crèdit VISA a MasterCard.

## Marques i productes

### Targetes de dèbit prepagades
MasterCard, Comerica Bank, i el Departament de Tresoreria dels EUA es van reunir en 2008 per crear la targeta de dèbit de prepagament Direct Express Debit MasterCard. El govern federal utilitza el producte Express Debit per realitzar pagaments electrònics a persones que no tenen comptes bancàries, que són referits col·lectivament de l'anglès “unbanked”. Comerica Bank és el banc emissor de la targeta de dèbit.
Les targetes Direct Express proporcionen als clients tota una sèrie de drets al consumidor.
En juny de 2013, MasterCard va anunciar un acord amb British Airways per oferir els membres el Executive Club Multi-currency Cash Passport, que permet guanyar punts extra i realitzar pagaments multi-moneda. La targeta Passport permet als usuaris carregar fins a set tipus de monedes (euro, lliura, dòlar estatunidenc, dòlar australià, dòlar canadenc, dòlar de Nova Zelanda i el rand sud-africà) a un valor estable. Quan s'utilitza, la targeta selecciona la moneda local per assegurar la millor taxa de canvi, i si la moneda local no s'ha carregat a la targeta, els fons s'utilitzen d'altres monedes.

### MasterMoney
MasterMoney és una marca de MasterCard distribuïda a Amèrica del Nord. Com a moltes targetes de dèbit, la marca ha estat usada com una targeta ATM, proveint suficients fons per a un compte bancari.

### MasterCard Contactless

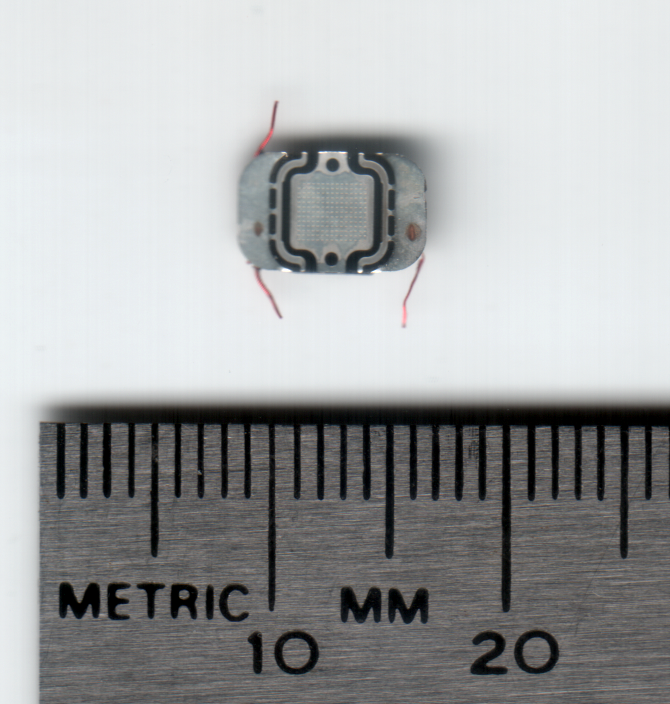
Xip d'un RFID PayPass de MasterCard.

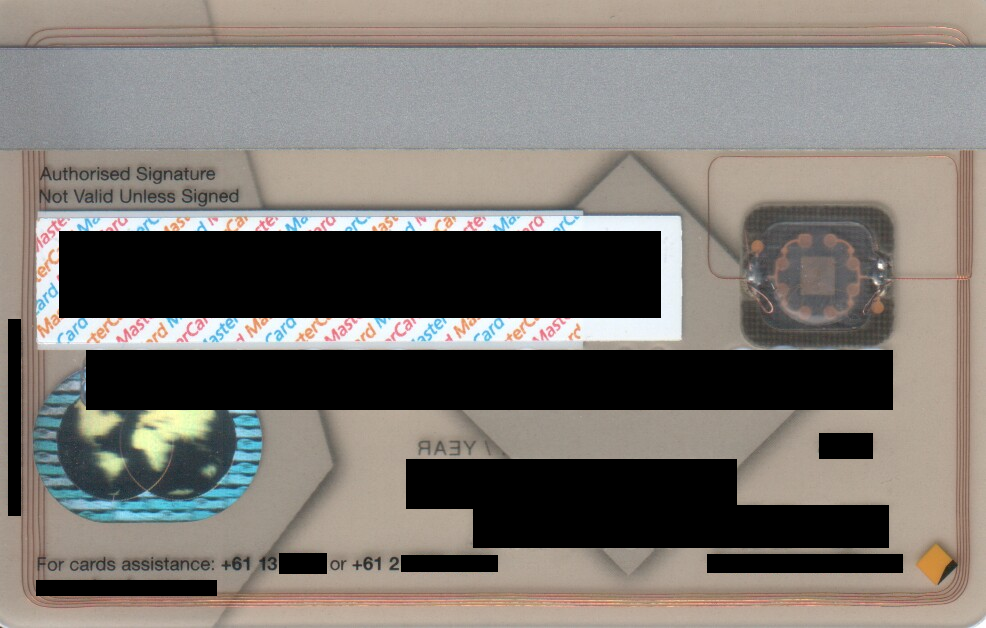
MasterCard emès pel Commonwealth Bank of Australia. En la semi-transparència es mostra l'antena PayPass connectant al xip RFID.

MasterCard Contactless [anteriorment conegut com a PayPass] és una característica de pagament "sense contacte" basada en ISO 14443 l'estàndard que proveeix de targetes amb una manera més simple de pagar lleugerament la targeta de pagament o utilitzant un altre dispositiu de pagament, com un telèfon o una clau F.O.B., a l'un lector del terminal de punt de venda.
L'any 2003, MasterCard va concloure un mètode de prova Paypass de nou mesos en Orlando, Florida juntament amb JPMorgan Chase, Citibank, and MBNA.
Més de 16.000 titulars de targeta i més de 60 ubicacions minoristes particiaron en el mètode de prova de mercat. A més Mastercard va treballar juntament amb Nokia, AT&T Wireless, i JPMorgan Chase per incorporar el mètode PayPass de Mastercard en telèfons cel·lulars utilitzant tecnologia Near Field Communication en Dallas, Texas.
L'any 2005, Mastercard va començar a utilitzar serveis fora de PayPass (Passada de pagament) a certs mercats. Començant des de juliol del 2007, les institucions financeres següents han publicat la passada de pagament Mastercard:
1. Banc d'Amèrica
2. JPMorgan Chase (available through its "blink" contactless feature)
3. Citibank (both MasterCard credit and debit cards)
4. HSBC Bank USA (Solament targeta de dèbit)
5. Key Bank (Solament targeta de dèbit)
6. Citizens Bank and Charter One Bank (both MasterCard credit and debit cards)
7. Commonwealth Bank (Austràlia)
8. Banc Garanti (Turc, disponible si és una targeta de bo)
9. Banc universal d'Or (Filipines, disponible com BDO International ATM)
10. Banc de Mont-real (Canadà)
11. Washington Mutual (Solament disponible en Nova York i en Seattle)

### QkR
QkR és una aplicació mòbil de pagament desenvolupat per MasterCard, amb l'objectiu de demanar productes i serveis a través del smartphone amb pagaments carregats a una targeta de crèdit associada. És utilitzat per esdeveniments a gran escala, com esportius, concerts, o cinema. A diferència d'altres aplicacions mòbils de pagament de MasterCard com Pay Pass, QkR no utilitza el NFC del telèfon, sinó una connexió a Internet.
Els usuaris poden obrir l'aplicació, escanejar un codi QR ubicat darrere el seient del davant, i fer comandes per refrescs de la seva elecció. La comanda és enviada a un lloc de menjar a prop, des d'on el personal lliura els articles al seient del client. Ja es desplega a les sales de cinema d'Austràlia i està sent provat en el Yankee Stadium.
QkR es comercialitza als venedors com un reemplaçament per a altres aplicacions de pagament mòbil i una aplicació de comandes mòbils, ja sigui distribuït pel venedor (per exemple, l'aplicació de Starbucks, la de McDonalds, o la de Chipotle) o per un tercer, així com Square, encapçalat pel cofundador Twitter, Jack Dorsey.

### Banknet
MasterCard opera a Banknet, una xarxa de telecomunicacions enllaçant totes les targetes, adquisicions, centres de processos de MasterCard en una xarxa financera senzilla. La seva seu d'operacions se situa en St. Louis, Missouri (Estats Units)
La xarxa de MasterCard és significativament diferent de Visa. El sistema de Visa es basa en una xarxa Estrella, on tots els seus punts finals acaben en centrals de data, on totes les seves transaccions són processades. MasterCard utilitza el mètode peer-to-peer on les seves transaccions acaben en punts finals. Això permet que la xarxa de Mastercard sigui molt més resistent, en el qual si hi ha una sola falla, aquesta no pot espatllar una gran quantitat de punts finals.

### EPSnet
MasterCard Europa opera com una marca denominada EPSnet, la seva interfície BankNet es va substituir l'any 2009.